# پالک (لوئیزیانا)
پالک (به انگلیسی: Pollock) شهری در ایالت لوئیزیانا کشور ایالات متحده آمریکا است که جمعیت آن در سرشماری سال ۲۰۱۰ میلادی، ۴۶۹ نفر بوده‌است.